# Lambda Cephei
Lambda Cephei (λ Cep / 22 Cephei) és un estel a la constel·lació de Cefeu de magnitud aparent +5,05. És un estel allunyat la distància del qual respecte al Sistema Solar, d'acord a la nova reducció de les dades de paral·laxi del satèl·lit Hipparcos, és de 1.955 anys llum.

## Característiques
Lambda Cephei és una supergegant blava de tipus espectral O6I. La seva temperatura superficial és extraordinàriament alta —38.900 ± 866 K— i la seva lluminositat és unes 377.000 vegades superior a la del Sol, la major part de la seva radiació es emesa a la regió ultraviolada. No obstant això, en l'espectre visible, la seva lluminositat encara és 15.000 vegades major que la lluminositat solar.
Encara que Lambda Cephei és un estel molt massiu, no existeix consens en quant al valor exacte de la seva massa. D'acord al seu tipus espectral, pot ser 62 vegades més massiva que el Sol, però altres models situen la seva massa entorn de les 33 masses solars. Té un radi estimat 21 vegades més gran que el del Sol i gira sobre si mateixa amb una velocitat de rotació projectada de 200 km/s. Mostra un contingut metàl·lic molt semblat al solar ([Fe/H] = +0,03). Malgrat el seu estatus de supergegant, s'ha suggerit que encara podria seguir fusionant el seu hidrogen intern en heli. La seva edat més probable és de només 2,9 milions d'anys, amb prou feines un 0,06% de l'edat actual del Sol. Quant a la seva evolució, finalitzarà la seva vida fent explotar com una brillant supernova; el romanent estel·lar serà una estrella de neutrons i fins i tot podria donar lloc a un forat negre.

## Cinemàtica
L'alta velocitat relativa de Lambda Cephei en relació al Sol -83 km/s, unes cinc vegades major que el valor habitual— apunta al fet que és un estel fugitiu; aquestos són estels que es mouen a través de l'espai amb una velocitat inusitadament alta en comparació d'altres estels del seu entorn. De fet, el seu moviment a través de l'espai indica que fa 2,5 milions d'anys Lambda Cephei va sortir expulsat de l'associació estel·lar Cepheus OB3. S'ha suggerit que la seva condició d'estel fugitiu pot ser el resultat d'una trobada amb un sistema binari massiu.